# Linsleya californica
Linsleya californica là một loài bọ cánh cứng trong họ Meloidae. Loài này được Selander miêu tả khoa học năm 1955.